# Abacoproeces
Genre
Abacoproeces est un genre d'araignées aranéomorphes de la famille des Linyphiidae.

## Distribution
Les espèces de ce genre se rencontrent en écozone paléarctique.

## Liste des espèces
Selon World Spider Catalog (version 22.0, 03/02/2021) :
- Abacoproeces molestus Thaler, 1973
- Abacoproeces saltuum (L. Koch, 1872)

## Publication originale
- Simon, 1884 : Les arachnides de France. Paris, vol. 5, p. 180-885 (texte intégral).